# Sylvie Josset
Sylvie Josset, née le 14 août 1963 à Saint-Brieuc, est un footballeuse française. Elle évoluait au poste de gardienne de but. Elle a été internationale A.

## Carrière
Elle réalise l'intégralité de sa carrière en club au Saint-Brieuc SC.
Elle est sélectionnée 25 fois en équipe de France (quatorze matchs officiels et onze matches amicaux). 